# Ahet-Aton
Koordináták: é. sz. 27° 38′ 45″, k. h. 30° 53′ 50″27.645833°N 30.897222°E
Ahet-Aton (3ḫ.t-ỉtn; „Aton fényhegye” vagy „Aton horizontja”; mai nevén El-Amarna, العمارنة, gyakran helytelenül Tell el-Amarna, تل العمارنة) ókori egyiptomi város, rövid ideig Egyiptom fővárosa. A XVIII. dinasztiabeli Ehnaton fáraó alapította Aton, a Napkorong tiszteletére, akinek kultuszát igyekezett kizárólagossá tenni; a fáraó halála és reformjai bukása után a város elnéptelenedett. Ahet-Aton a mai Minja kormányzóság területén feküdt.
Közismert neve, a Tell el-Amarna félrevezető, mert tell, azaz régészeti jelentőségű domb nincs a környéken; az első látogatók a közeli et-Till falu neve miatt kezdték így emlegetni. Mostanában ezért inkább az El-Amarna név használatos egy közeli település neve alapján.
A helyszín 2003 óta a világörökség javaslati listáján szerepel.

## Történelme
Vallási reformjai bevezetésének kezdetén Ehnaton – akkor még IV. Amenhotep – még a régi fővárosban, Thébában élt. Atonnak is itt emeltette az első templomot, a karnaki templomhoz tartozó, később lerombolt Gempaatont, de a pozíciójából elmozdított korábbi főisten, Ámon papsága itt túl erősnek bizonyult, így a fáraó hamar belátta, hogy Ámon városában nem harcolhat Ámon ellen. Uralkodásának ötödik évében Thébától északra, a Nílus partján új fővárost alapított: Ahet-Atont. A városhoz tartozó terület határait tizennégy határkősztélével jelölte ki; ezeken Atonnak szenteli a földet, amely addig egyik istenhez sem tartozott.
A hely kiválasztásában minden bizonnyal szerepet játszottak a földrajzi adottságok: a nap keleten két szikla közt kelt fel, és a látvány erősen hasonlított az ahet (vagy akhet) hieroglifára (jelentése horizont vagy fényhegy). Erről kapta nevét a város is. A két sziklatömb közt nyílik a völgy, a a királysírokkal.
A város feltehetőleg gyorsan felépült, mivel fő építőanyagául égetett tégla szolgált. A 7. uralkodási évben a királyi udvar áttette ide a székhelyét, bár az építkezés valószínűleg a 9. évig nem fejeződött be teljesen. Egykori lakosságát 20 000–50 000 fő körülire becsülik.
Ehnaton halála és reformjainak kudarca után a királyi udvar elköltözött a városból, lakói az ezt követő tíz évben fokozatosan szintén elhagyták, építményeit megrongálták vagy széthordták más építkezésekhez. A városközpont már Tutanhamon uralkodásának harmadik évére elhagyottan állt. Ahet-Aton összesen alig több mint két évtizedig lehetett lakott, és a világ egyik legrövidebb életű fővárosa volt. Éppen emiatt azonban ez az egyetlen ókori egyiptomi város, amelynek részletes alaprajza ismert.

## Városrészei
A városközpontot, Aton nagy templomával, a királyi palotával – ezek épültek fel legelőször –, a levéltárral, valamint hivatali épületekkel, gondos munkával előre megtervezték. Ettől északra és délre lakónegyedek és paloták álltak. A lakónegyedeket nem tervezték meg előre, vagy legalábbis nem olyan alapossággal. A legkorábban felépült villák közé később kisebb házakat emeltek.
A városhoz tartozott a királyi sírokon kívül egy temetkezőhely nemesek részére is, az ezeken dolgozó munkások falva is ismert.
A városrészek északról dél felé haladva:
1. Északi külváros
2. Északi palota
3. Északi lakónegyed
4. Városközpont
5. Déli lakónegyed
6. Folyami templom
7. Kom el-Nana
8. Maru-Aton

A sivatagban:
1. Sivatagi oltárok
2. Királysír
3. Nemesi sírok
4. Munkások falva

### A tulajdonképpeni város
Északi külváros
Az északi városrész a város legészakibb részén helyezkedik el. Az idáig nyúló, a városközpont tengelyét képező ún. Királyi út mentén főleg elit villák álltak. Az út nyugati oldalán erődített épület állt, ezt a régészek északi folyómenti palotának nevezték el (nem azonos az Északi Palotával), Barry Kemp szerint ez volt a fő királyi rezidencia a városban. Falait a királyi család képei díszítették; ma a Nílus mederváltoztatása miatt nagyrészt elveszett.
Északi palota
Az Északi palota egy gyönyörű, mocsárvilágot ábrázoló falfestményeiről ismert épület a városközponttól északra, az északi városrésztől délkeletre. Korábban Nofertiti palotájának tartották, mára tudni, hogy Kia, később Meritaton volt a lakója.
Északi lakónegyed
Az északi lakónegyed a délinél alacsonyabb presztízsű városrész lehetett, házai néhány kivételtől eltekintve kisebbek, mint a déli lakónegyedé, és elrendezésük is kevésbé megtervezett, mint a közvetlenül szomszédos városközponté. Egy mélyebben fekvő földterület választja el a városközponttól. Főként a középosztály tagjai éltek itt, köztük számos kereskedő. Itt állt az 1930-as években feltárt, T36.11 jelzést viselő ház, amely az amarnai előkelő villák egyik tipikus példája. A birtokot három méter magas vályogfal vette körül, ehhez belülről a jobb oldali részen konyha, szolgák helyiségei, istállók csatlakoztak. A főbejárat a telek bal oldali részén volt, ezektől távol. A kapun belépve először a kerten át a háziszentélyig vezetett az út, amelyben a királyi család képmásai álltak, innen derékszögben elfordulva lehetett a házig jutni. A ház egy központi csarnokból és az ezt körülvevő helyiségekből – szobákból, fürdőszobákból – állt, az oszlopos csarnok mennyezete magasabb volt, mint a környező helyiségeké, és magasan a falba vágott ablakokon kapott fényt. A házak a szél hűsítő hatásának kedvező kihasználása érdekében, keleti tájolásúak voltak.
Az északi lakónegyed nemcsak lakónegyed volt: műhelyeivel és raktáraival a város egyik gazdasági központja is. A negyed építése csak Ehnaton uralmának közepe felé kezdődött meg, s még mindig terjeszkedésben volt, amikor a várost elhagyták. Ezt a városrészt mára teljesen feltárták.
Városközpont
Lásd még: Királyi palota, Nagy Aton-templom, Kis Aton-templom
A városközpontban állt Aton nagy temploma. A templom, a korábbi egyiptomi templomokkal éles ellentétben, teljesen nyitott tetejű volt, hogy a napsugarak akadálytalanul beáradhassanak, a főút mentén helyezkedett el. 212 méter hosszú volt, és hat egymásba nyíló, négyszögletes udvarból állt. Több kisebb Aton-szentély is épült a városban, némelyik a királyi család egyes tagjai számára.
A közeli királyi palota két részét a főutca felett átívelő fedett híd – az első hídszerű építmény Egyiptomban – kötötte össze; nagyobb ünnepek alkalmával Ehnaton és Nofertiti a hídon, az úgynevezett „megjelenések ablakában” jelentek meg a népnek és innen dobáltak jutalmat a kitüntetetteknek. Ebben a negyedben állt a levéltár. Romjai közt a régészek megtalálták az ún. Amarna-leveleket, amelyek rávilágítanak a kor külpolitikájára. A palota mellett állt a szintén nyitott tetejű Kis Aton-templom.
Közvetlenül a kikötő mellett volt a város kereskedelmi negyede. Itt cukorsüveg formájú, fehérre meszelt silókban tárolták a gabonát, a modern épületekben sokféle árut kínáló boltok nyíltak.
Déli lakónegyed
A déli lakónegyed valamivel korábbi, mint az északi, és a házak alapterületéből ítélve előkelőbb is lehetett. Valószínűleg közvetlenül a városközpont után épült. A kő ajtókeretek felirataiból több háztulajdonos neve is ismert, többek között Nahtpaaton vezíré, Ramosze tábornoké, Panehszi papé. Több szobrász is letelepedett itt, köztük Thotmesz, akinek leghíresebb alkotását, Nofertiti mellszobrát itt találták meg műhelyének romjai között. Ennek a városrésznek körülbelül a fele még feltáratlan.
Folyami templom
A folyami templom a mai el-Hagg Quandil település mellett áll, és először 1922-ben tárta fel az Egypt Exploration Society. Korábban úgy tartották, egészen a XXVI. dinasztia idejéig használatban volt, mára bebizonyosodott, hogy csak Amarna-kori kövekből épült.
Kom el-Nana
Kom el-Nana a mai el-Hagg Quandiltól délre helyezkedik el. Romjait sokáig római kori katonai tábornak tartották, de Barry Kemp ásatásai nyomán (1988–2000) Amarna-kori kőtemplom romjai kerültek felszínre, körülötte fákból álló kultikus kert és kiszolgálóépületek, köztük egy pékség és sörfőzde nyomai. A nyilvánvalóan önfenntartó épületkomplexumnak jelenleg sem eredeti neve, sem tulajdonosa nem ismert. Feltehetőleg naptemplomnak épült, elrendezésébenhasonlít a Maru-Atonra. Elképzelhető, hogy ez volt Nofertiti napszentélye, amit a határkősztélék említenek.
Maru-Aton
A Maru-Aton funkcióját tekintve egy maru, azaz olyan kultikus épület volt, ahonnan megfigyelhették a Nap vonulását az égbolton. Két, fallal körülvett területből állt, benne palotákból, templomokból, tavakból és kertekből. Az Északi palotához hasonlóan eredetileg nem Nofertitié volt, mint korábban hitték, hanem Kiáé, később Meritatoné.

### A sivatagban
Sivatagi oltárok
A ma sivatagi oltárok néven ismert építmények az északi sírok sziklái alatt állnak, a várostól keletre, és talán a 12. évben megrendezett „idegen adók ünnepsége” alkalmából emelték őket.
Királysír
A sír annál a sziklamélyedésnél helyezkedik el, amely bizonyára nagy szerepet játszott a város helyének kiválasztásában, a sziklák közti hasadék ugyanis emlékeztet az ahet hieroglifára, amely horizontot vagy fényhegyet jelent. A sziklamélyedés két oldalán a nemesek sírjai, az ún. északi és déli sírok helyezkednek el. Építeni a 6. uralkodási év körül kezdték el a sírt, vagyis a várossal körülbelül egyidőben. Kelet felé nyílik, egyenes főtengelyéről, amely Ehnaton sírkamrájába vezet, két leágazás nyílik észak felé, a másodikból nyílik az a kamra (vagy kamrák), amely a fáraó második lánya, Maketaton sírjául szolgált. A sírt az 1880-as években fedezték fel, feltárását Alessandro Barsanti kezdte meg 1891-ben.
Nemesi sírok
A nemesek sírjai a királysírnak helyt adó váditól északra és délre fekszenek. Többnek a tulajdonosa ismert. Díszítésük betekintést nyújt a királyi család és közvetlen környezetük életébe. A sír tulajdonosát szokatlan módon csak kis méretben, mellékszereplőként ábrázolják; a képek nagy része a királyi családot mutatja. Az Amarna-kor végén a sírokat elhagyták, mindegyikük befejezetlenül maradt. Nagy részük már az ókortól nyitva állt. Feltárásuk a 19. században kezdődött meg.
Munkások falva
A közeli sírokon dolgozó munkások települése fallal elkerített területen álló 60-70 házból állt, a várostól keletre. Körülbelül háromszáz ember lakta. A szabályos alaprajzú, tervezett falu házai egy kivételével egyformák, nem tanúskodnak társadalmi rétegződésről. Minden ház előszobából, lakószobából, hálószobából és konyhából állt.

## A magánházak
Ahet-Aton magánházai a középületekhez hasonlóan vályogtéglából épültek; a küszöböket, ajtó- és ablakkereteket mészkőből faragták. Fából csak az ajtók és oszlopok készültek, mivel a fa hiánycikk volt egész Egyiptomban — a paloták számára a mai Libanon területéről importálták. A jómódúak telkeit magas, ugyancsak vályogból épült fal vette körül. A kapu közelében álló őrházikótól az utcára derékszögben vezetett a ház bejárója. Magát a házat három fő részre tagolták:
1. a fogadóterem; ebből nyílt
2. a központi helyiség, amelynek magasított mennyezetét festett oszlopok tartották. Rácsos ablakai magasan voltak, hogy mérsékeljék a vakító napfényt. Ennek két oldalán sorakoztak a ház urának dolgozószobái. Ugyancsak szintén a központi helyiségből lehetett feljutni a fogadóterem feletti lodzsára.
3. a harmadik rész központi terme a ház úrnőjének szobája volt; körülötte helyezkedtek el a hálószobák.

A főépület mögött különböző melléképületek voltak: a konyha, a pékség, a sörfőzde, a szolgák lakrészei, az istállók, kutyaólak, raktárak, műhelyek, fonodák. A házhoz tartozott még egy díszkert, központi tavacskájában lótuszok nőttek, körülötte pálmákkal, szikomorfákkal, gránátalmafákkal, virágzó bokrokkal és papiruszsással. A kert bejáratánál kis szabadtéri kápolna állt; oltárán Aton szórta sugarait a királyi családra.

## Felfedezése
A területet először John Gardner Wilkinson vizsgálta meg 1824-ben. Nemsokára James Burtonnel együtt tért vissza, hogy újra szemügyre vegyék az itt talált sírokat. Ekkor a hieroglif neveket még nem tudták elolvasni, és a helyet egy közeli alabástromkőfejtő miatt a római Alabastronopolisként azonosították. Később Robert Hay újabb sírokat tisztíttatott meg a törmeléktől.
Mikor Champollionnak köszönhetően egyre több egyiptológus el tudta olvasni a hieroglifákat, még mindig nehézségekbe ütköztek a hely és a sírokban látható személyek azonosításával kapcsolatban, az Ehnatont követő fáraók közül több is olyan alaposan igyekezett eltörölni még az emlékét is. Mikor végre találtak neveket tartalmazó kártusokat, azokról kiderült, hogy Ré-Harahti napisten nevét tartalmazzák, nem uralkodóét.
Végül Richard Lepsius, aki számos amarnai feliratot és domborművet lemásolt, megjelentette munkáját. Ez segített a tudósoknak megérteni a város és alapítója jelentőségét.
A városközpontot az 1930-as években teljesen feltárták.